# Carlos Ibáñez
Carlos Ibáñez, född 1960 i Buenos Aires, är en argentinsk professor i neurovetenskap vid Karolinska Institutet.
Ibáñez var 2008–2011 ledamot av Karolinska Institutets Nobelkommitté och blev utvald att hålla presentationstal för  Nobelpristagarna i fysiologi eller medicin under Nobelfesten 2017.

## Biografi
Ibáñez studerade biologi vid Buenos Aires universitet och doktorerade där 1989 i biokemi. Under doktorandstudierna (1988) kom han till Sverige som gästforskare vid Karolinska Institutet och Håkan Perssons forskargrupp inom molekylär neurobiologi. 1993 blev Ibáñez docent i detta ämne vid Karolinska Institutet och sedan 1 juli 1996 är han professor i neurovetenskap, särskilt molekylär neurobiologi vid Karolinska Institutet.
Ibáñez forskningsverksamhet berör området neurobiokemi och är inriktad på tillväxtfaktorer som påverkar nervcellers överlevnad och utveckling. Forskningsgruppen var den första att visa betydelsen av receptorn ALK7 i kroppens reglering av fettdepåer, vilket öppnar upp för utveckling av nya läkemedel mot fetma och diabetes. Knockoutmöss som saknar ALK7 bryter ned fett i högre utsträckning än andra. Man har också fokuserat på receptorn P75 som är involverad i tillväxt och överlevnad av nervceller, men också i sjukdomsmekanismen bakom flera neurologiska sjukdomar som Alzheimer's, stroke och epilepsi.
Hans forskningsartiklar har citerats över 15 000 gånger.

## Utmärkelser
- 1998 - Göran Gustafssonpriset i molekylär biologi för "sin forskning om kroppens tillväxtstimulerande ämnen."[6]
- 2012 - Wallenberg Scholar.[7]